# Saint-Martin-en-Campagne
Saint-Martin-en-Campagne és un municipi francès situat al departament del Sena Marítim i a la regió de Normandia. L'any 2007 tenia 1.274 habitants.

## Demografia

### Població
El 2007 la població de fet de Saint-Martin-en-Campagne era de 1.274 persones. Hi havia 452 famílies de les quals 100 eren unipersonals (56 homes vivint sols i 44 dones vivint soles), 116 parelles sense fills, 212 parelles amb fills i 24 famílies monoparentals amb fills.
La població ha evolucionat segons el següent gràfic:
Habitants censats

### Habitatges
El 2007 hi havia 640 habitatges, 465 eren l'habitatge principal de la família, 153 eren segones residències i 22 estaven desocupats. 624 eren cases i 4 eren apartaments. Dels 465 habitatges principals, 386 estaven ocupats pels seus propietaris, 66 estaven llogats i ocupats pels llogaters i 13 estaven cedits a títol gratuït; 4 tenien una cambra, 26 en tenien dues, 66 en tenien tres, 130 en tenien quatre i 239 en tenien cinc o més. 392 habitatges disposaven pel capbaix d'una plaça de pàrquing. A 194 habitatges hi havia un automòbil i a 228 n'hi havia dos o més.

### Piràmide de població
La piràmide de població per edats i sexe el 2009 era:
| Homes | Edats   | Dones |
| ----- | ------- | ----- |
| 0     | 95 o +  | 0     |
| 0     | 90 a 94 | 0     |
| 8     | 85 a 89 | 12    |
| 12    | 80 a 84 | 16    |
| 12    | 75 a 79 | 24    |
| 8     | 70 a 74 | 16    |
| 16    | 65 a 69 | 12    |
| 20    | 60 a 64 | 28    |
| 12    | 55 a 59 | 24    |
| 36    | 50 a 54 | 20    |
| 36    | 45 a 49 | 32    |
| 24    | 40 a 44 | 32    |
| 52    | 35 a 39 | 40    |
| 36    | 30 a 34 | 72    |
| 28    | 25 a 29 | 28    |
| 40    | 20 a 24 | 8     |
| 24    | 15 a 19 | 20    |
| 48    | 10 a 14 | 52    |
| 52    | 5 a 9   | 48    |
| 28    | 0 a 4   | 12    |

## Economia
El 2007 la població en edat de treballar era de 833 persones, 571 eren actives i 262 eren inactives. De les 571 persones actives 519 estaven ocupades (285 homes i 234 dones) i 52 estaven aturades (20 homes i 32 dones). De les 262 persones inactives 81 estaven jubilades, 98 estaven estudiant i 83 estaven classificades com a «altres inactius».

### Ingressos
El 2009 a Saint-Martin-en-Campagne hi havia 471 unitats fiscals que integraven 1.290 persones, la mediana anual d'ingressos fiscals per persona era de 17.798 €.

### Activitats econòmiques
Dels 55 establiments que hi havia el 2007, 1 era d'una empresa alimentària, 1 d'una empresa de fabricació de material elèctric, 1 d'una empresa de fabricació d'altres productes industrials, 10 d'empreses de construcció, 8 d'empreses de comerç i reparació d'automòbils, 4 d'empreses de transport, 6 d'empreses d'hostatgeria i restauració, 1 d'una empresa d'informació i comunicació, 3 d'empreses financeres, 8 d'empreses de serveis, 6 d'entitats de l'administració pública i 6 d'empreses classificades com a «altres activitats de serveis».
Dels 19 establiments de servei als particulars que hi havia el 2009, 1 era un taller de reparació d'automòbils i de material agrícola, 1 autoescola, 2 paletes, 1 guixaire pintor, 2 fusteries, 4 lampisteries, 3 perruqueries, 1 veterinari, 3 restaurants i 1 saló de bellesa.
Dels 3 establiments comercials que hi havia el 2009, 1 era una botiga de més de 120 m², 1 una botiga de menys de 120 m² i 1 una joieria.
L'any 2000 a Saint-Martin-en-Campagne hi havia 14 explotacions agrícoles.

## Equipaments sanitaris i escolars
El 2009 hi havia 1 escola maternal i 1 escola elemental.

## Poblacions més properes
El següent diagrama mostra les poblacions més properes.